# PAWSA
Дэвид Эсекхилл (родился 31 марта 1992 года), известный профессионально как PAWSA, британский диджей и музыкальный продюсер из Лондона, Англия. Специализируясь на tech house, он известен множеством хитов в чартах, международными турами и соучредителем Solid Grooves Records.

## Карьера
Карьера PAWSA началась в 2013 году, когда он начал работать с Майклом Биби, с которым познакомился на вечеринке на складе. В 2015 году PAWSA вместе с Bibi основали лейбл Solid Grooves. Вечеринки, организованные лейблом, начали «захватывать» сцену tech-house музыки. В 2017 году PAWSA создал свой собственный лейбл, PAWZ, чтобы выпускать собственные записи, которые не вписывались в среду Solid Grooves.
PAWSA начал выпускать музыку в 2014 году, выпустив свой первый EP «Pilot» на Lost Records. Он гастролировал по всему миру, особенно по Европе, и летом выступал в Sankeys Ibiza. Его музыку называют «изобретательным тек-хаусом с атмосферой старой школы».
В 2024 году PAWSA выпустил ряд треков, которые попали в чарты в Великобритании, включая кавер-версию Dirty Cash (Money Talks), которая достигла 3-го места в UK Dance chart. В ноябре 2024 года его пригласили «взять под контроль» BBC Radio 1 Essential Mix, представив двухчасовую сессию, в которой он исполнил как свою собственную музыку, так и треки других исполнителей, включая Eddie Richards и Dauwd.

### Награды и признание
В 2021 году PAWSA победил в категории «Лучший продюсер» на премии «Лучшие из Британии» журнала DJ Mag. Музыкальный журнал Mixmag поставил его на 19-е место в своем списке лучших продюсеров, которые «определили год» 2024, заявив, что он оказал влияние на «продвижение классики глубокого хауса и танцпола».

## Дискография
| Название                              | Исполнитель                 | Год  | Пик Синглы Великобритании | Пик Танцевальная музыка Великобритании |
| ------------------------------------- | --------------------------- | ---- | ------------------------- | -------------------------------------- |
| "Pick Up The Phone"                   | PAWSA ft. Nate Dogg         | 2024 | 49                        | 13                                     |
| «Слишком круто, чтобы быть беспечным» | PAWSA                       | 2024 | 51                        | 8                                      |
| «Соберите запятые»                    | PAWSA                       | 2024 | -                         | -                                      |
| "Грязные деньги (Деньги решают все)"  | PAWSA / Приключения Стиви V | 2024 | 17                        | 3                                      |

## Внешние ссылки
- Шаблон:Исполнитель Discogs
- PAWSA (англ.) на сайте AllMusic

Шаблон:Управление полномочиями